# Autobianchi

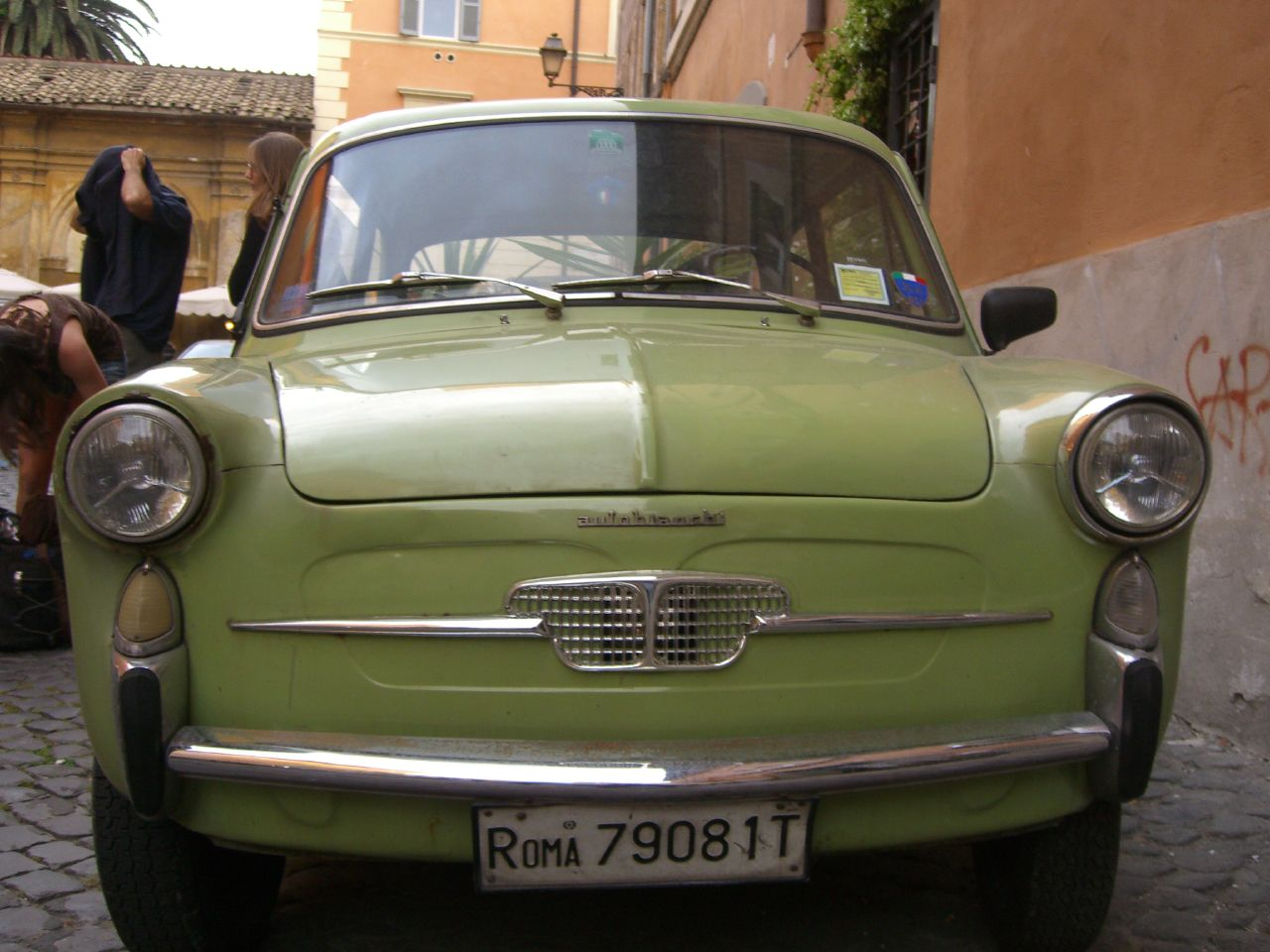
Autobianchi Bianchina

Autobianchi va ser un fabricant d'automòbils italià creat conjuntament per Bianchi, Pirelli i Fiat el 1955 i que va estar actiu fins al 1995.

## Història
L'empresa Bianchi va ser fundada el 1885 per Edoardo Bianchi. En 1902 va iniciar la producció del seu primer automòbil (xassís i motor propis) amb el "12HP". Gràcies al prestigi que es va guanyar aquest model, Edoardo Bianchi funda el 27 de març de 1905 la "Fabbrica d'automobili e velocipedi Edoardo Bianchi & C". Ben aviat, Edoardo Bianchi s'envolta de d'enginyers reconeguts com ara Giuseppe MEROSI, BRAMBILLA i Alfieri Maserati, la qual cosa potència el reconeixement de la marca a Itàlia i l'estranger.
La competència amb la FIAT esdevé aviat intensa. Tant és així que entre 1910 i 1915 entrarien en producció més de tres nous models, destacant-ne el "TO2". Per tal d'unificar la producció es llança la Sèrie "S" de la que se’n derivaran nombrosos models: S/4 - S/5 1300 - S/5 1500 - S/8 - S/9. Abans de la Segona Guerra Mundial els models Augusta i Aprilia van assolir un gran èxit comercial. La Guerra suposa un gran trencament en l'evolució de l'empresa, tot i que es continuen produint camions, motos i bicicletes, sota l'impuls del fill del fundador, Giuseppe Bianchi.
Gràcies a l'empenta de l'enginyer Quintavalle, l'11 de gener de 1955 es constitueix la societat AUTOBIANCHI, conjuntament amb la FIAT i el fabricant Pirelli. La família Bianchi manté el 33% del capital de la nova societat. La fàbrica familiar als Abruzzi és enderrocada i substituïda per unes noves instal·lacions a Desio, a prop de Milà. La constitució d'aquesta societat determina, per raons econòmiques i contractuals, la desaparició de la marca d'automòbils BIANCHI, que encara avui continua produint bicicletes.
L'esmentat acord entre les societats FIAT, Pirelli i Edoardo Bianchi establia inicialment que FIAT s'encarregaria de subministrar els components mecànics, Pirelli els pneumàtics, i Autobianchi faria les carrosseries i l'acoblament final dels automòbils. El primer model de la marca va néixer el 16 de setembre de 1957; la Bianchina descapotable, del que se’n derivarien nombroses versions.
En el Saló de Torí de 1963 es presenta el petit càbriolet Stellina, que serà el segon model de la marca, basat en el bastidor i la mecànica del Fiat 600D.
En 1964 es presenta el revolucionari Autobianchi Primula. Es tracta del primer automòbil de tracció davantera amb la caixa de canvis enganxada al motor transversal. A banda d'aquesta innovació, el Primula també compta amb 4 frens de disc i embragatge hidràulic. Aquest caràcter tan innovador es deu al fet que Autobianchi es converteix en el banc de proves de FIAT que assaja així les solucions més agosarades per conèixer la reacció del públic abans de produir-les a gran escala amb la marca pròpia. En 1968, la marca és totalment absorbida per FIAT.
En 1969 es presenten dos models totalment nous els A 111 i A 112. Aquest mateix any Autobianchi passa sota el control de Lancia, una altra marca del grup FIAT. En 1986 es presenta un nou model, l'Y10 que serà comercialitzat amb la marca Lancia excepte a França on va continuar com a Autobianchi per desig de l'importador local i a Itàlia on va mantenir l'antiga marca fins al final de la producció en 1992. Amb la desaparició de l'A112 no només desapareix la marca, sinó també l'antiga planta a Desio. Finalment, la marca va ser cedida al Registre Autobianchi, el club oficial de la marca a Itàlia.

## Alguns models

### Bianchina

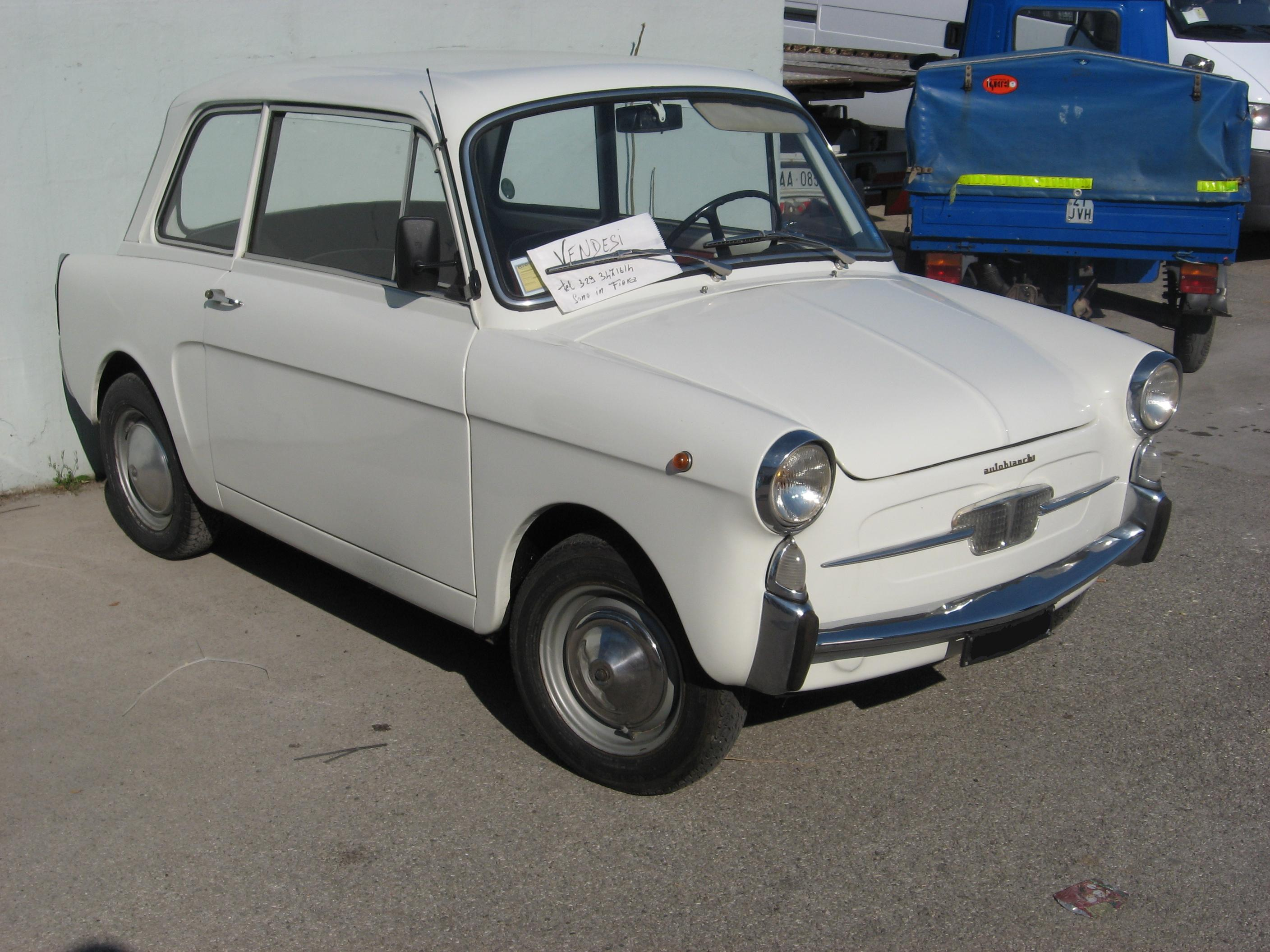
Autobianchi Bianchina

El primer Autobianchi derivava directament del Fiat 500, i anava adreçat a una clientela que demandava una versió més luxosa del "cinquino" en un moment en què FIAT no aconseguia donar l'abast a les comandes, ja que eren molt superiors a la seua capacitat de producció. Entre 1957 i 1969 se’n van fabricar més de 320.000 unitats de la Bianchina.

### Stellina
Aquest model presentat al Saló de Torí de 1963 va tenir una producció de tan sols 502 exemplars. Les carrosseries Coupé i Cabriolet, fabricades amb materials sintètics, eren força atractives per a l'època i tenien una potència suficient.

### Primula

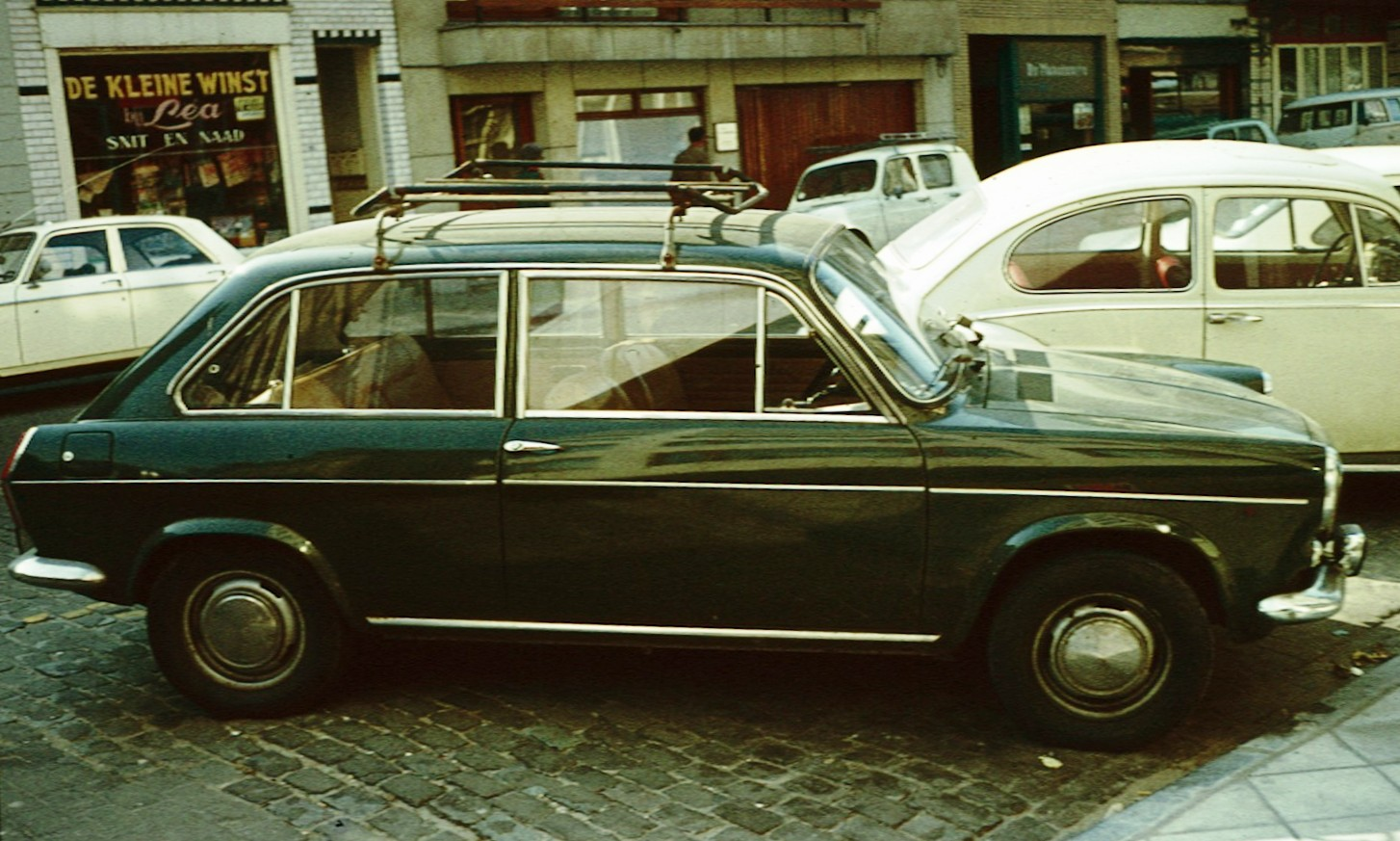
Autobianchi Primula

El primer cotxe de tracció davantera del grup FIAT va ser produït entre 1964 i 1970. a banda de les innovacions mecàniques també va ser pioner a nivell mundial en la incorporació del portó posterior per a donar accés al portaequipatges. En total se’n van produir 74.858 exemplars.

### A111
Mecànicament derivat del Primula, l'A111 tenia una carrosseria més convencional, amb un perfil semblant al del Fiat 124 amb el que compartia bona part dels components mecànics. En total se’n van produir 56.894 exemplars

### A112

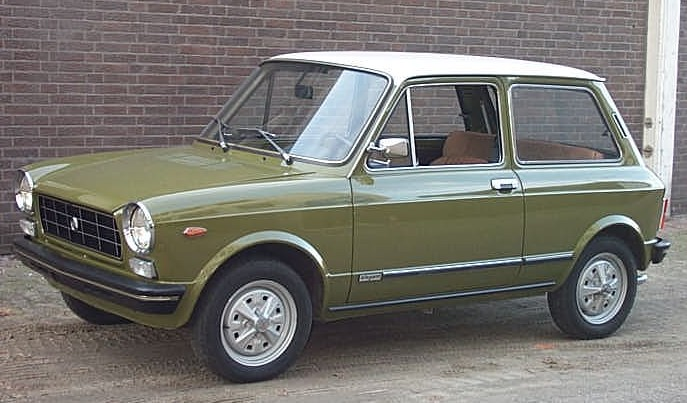
Autobianchi A112

L'A112, concebut amb el projecte Fiat X1/2, va ser el gran èxit comercial d'Autobianchi i alhora el darrer model de la marca. El seu llançament en 1969 tenia un doble propòsit, d'una banda, convertir-se en l'arma del grup Fiat per a rivalitzar amb el Mini britànic, i per altra servir com a banc de proves per al Fiat 127, el best seller de la marca, que apareixeria en el mercat dos anys després i amb qui compartia diferents elements mecànics, com ara el motor de 903cc. L'èxit de l'A112 estava basat en el seu caràcter "xic", més refinat que les gammes FIAT, i en unes dimensions exteriors reduïdes que el van fer molt atractiu entre la clientela femenina. Dotat d'una mecànica nerviosa, l'A112 era molt àgil en ciutat i destacava en carretera per les seues acceleracions. L'A112 va ser preparat per Abarth, que va incrementar la potència fins als 58, 69 i 70 CV. Durant la fase de desenvolupament es van fabricar prototips amb més de 100 CV, però com que aquests petits bòlids haurien tingut un preu poc raonable Carlo Abarth es va acontentar d'incrementar la potència inicialment fins als 58 CV. L'Autobianchi A112 va ser reemplaçat per l'Y10, després d'haver assolit una producció d'1.311.322 unitats.

### Y10

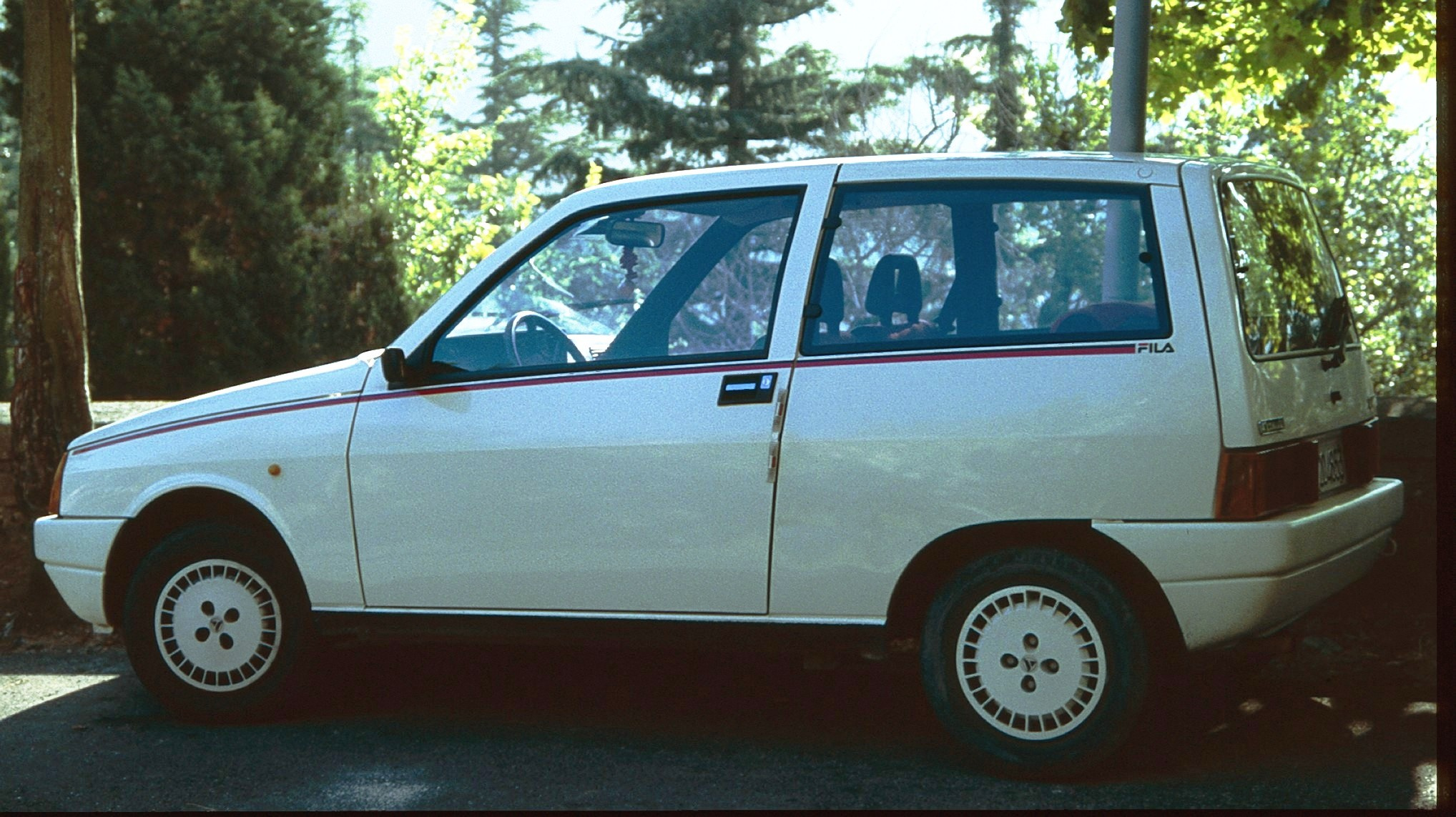
Autobianchi Y10

Presentat en 1985 al Saló de Ginebra, l'Y10 ja no portaria la marca Autobianchi més que als mercats francès i italià. Fins a 1995 se’n van produir 802.605 unitats. Amb una grandària semblant a la del Fiat Panda, les primeres versions eren fàcilment recognoscibles per tenir el portó posterior vertical i de color negre. Com el Panda, va tenir una versió elèctrica, presentada en 1989 i una altra amb un canvi automàtic amb variador continu. L'Y10 va ser substituït pel Lancia Ypsilon.

## Referències

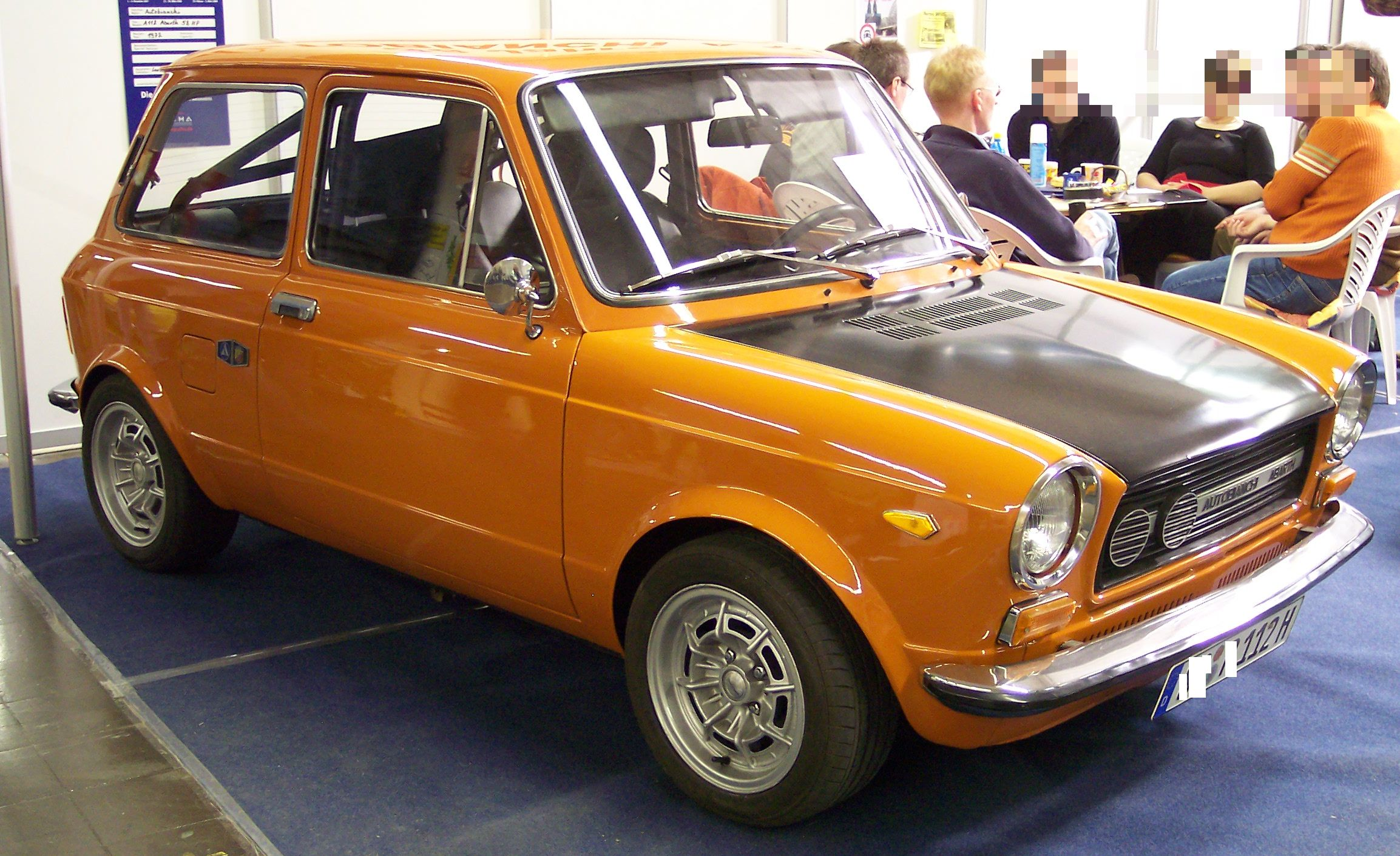
Autobianchi A112 Abarth